# Reprezentacja Portugalii na Mistrzostwach Europy w Wioślarstwie 2007
Reprezentacja Portugalii na Mistrzostwach Europy w Wioślarstwie 2007 liczyła 6 sportowców. Najlepszymi wynikami było 7. miejsce w dwójce podwójnej wagi lekkiej kobiet.

## Medale

### Złote medale
Brak

### Srebrne medale
Brak

### Brązowe medale
Brak

## Wyniki

### Konkurencje mężczyzn
- czwórka bez sternika wagi lekkiej (LM4-): Roberto Rodrigues, Paulo Quesado, Julio Seixo, Bruno Amorim – 9. miejsce

### Konkurencje kobiet
- dwójka podwójna wagi lekkiej (LW2x): Ana Santos, Maria Lima – 7. miejsce